# Петропавлово (Увинський район)
Петропа́влово (рос. Петропавлово) — присілок у складі Увинського району Удмуртії, Росія.

## Населення
Населення — 293 особи (2010; 372 в 2002).
Національний склад станом на 2002 рік:
- росіяни — 61 %
- удмурти — 36 %

## Урбаноніми[3]
- вулиці — 60 років Жовтня, Зарічна, Ключова, Лісова, Набережна, Першотравнева, Садова